# Lalamusa
Lalamusa es una localidad de Pakistán, en la provincia de Punyab.

## Demografía
Según estimación 2010 contaba con 68.026 habitantes.